# Tricicle Bonet
El Tricicle Bonet, conegut també simplement com a Bonet, fou el primer vehicle propulsat per motor de combustió interna fabricat a la península Ibèrica i un dels primers d'Europa. Obra de Francesc Bonet i Dalmau, enginyer barceloní nascut a Valls (Alt Camp), l'invent fou patentat a Barcelona el 12 de desembre de 1889 i hi ha constància de la fabricació d'un sol exemplar, construït per Bonet per al seu ús particular.
Tot i que inicialment la intenció del seu creador era construir un vehicle de quatre rodes, i així consta als plànols originals, finalment es conformà amb un tricicle a causa dels problemes tècnics que li anaren sorgint durant la construcció del seu invent. Tot i així, el Bonet ha passat a la història com al primer "automòbil" de la península pel fet que els plànols i la patent així ho especificaven.

## Història

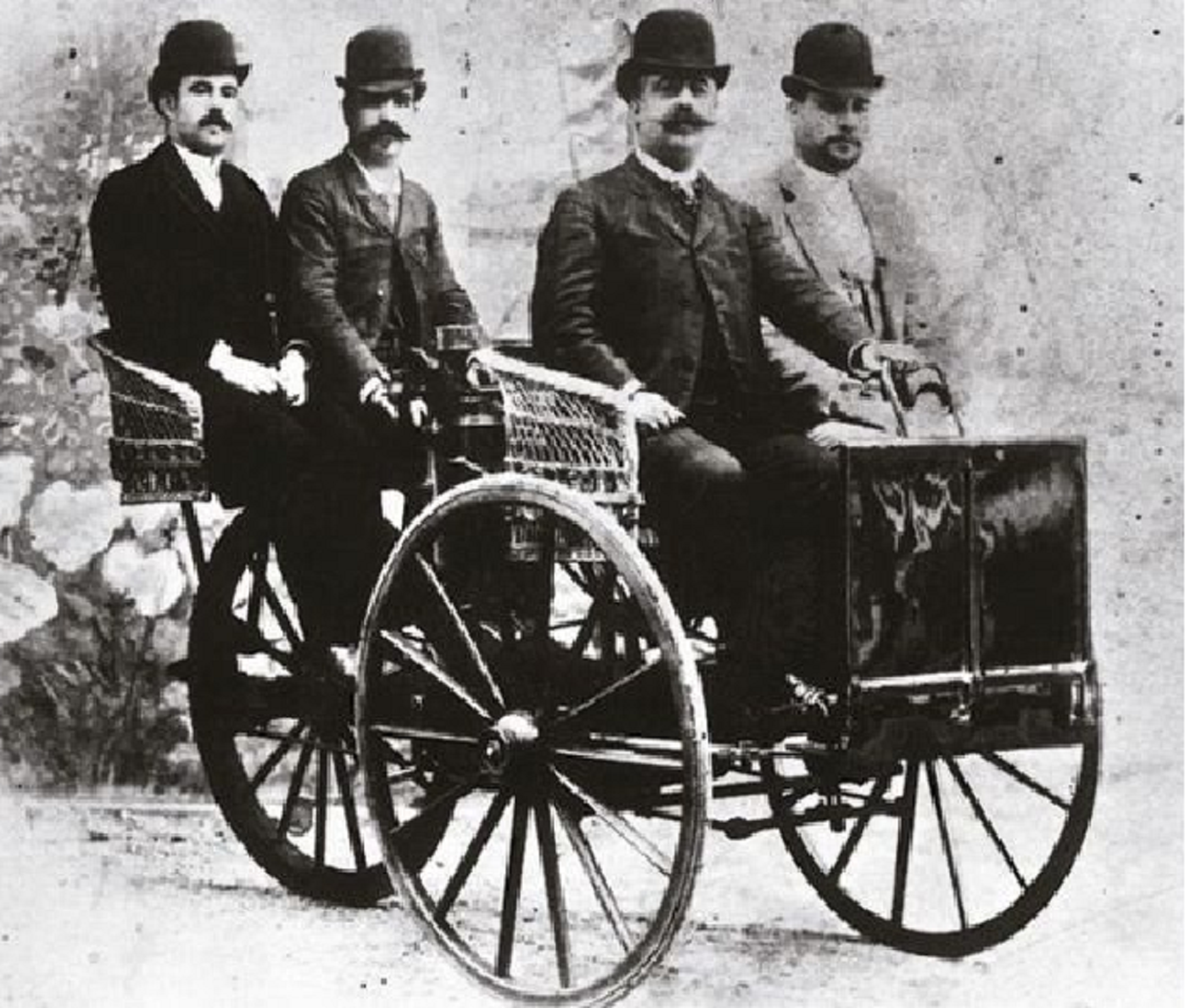
Francesc Bonet fotografiat amb el seu tricicle i uns acompanyants, cap a 1890.

El 1889, Francesc Bonet visità l'Exposició Internacional de París i se n'endugué cap a Barcelona -on residia i regentava una fàbrica tèxtil-, un motor Daimler Panhard & Levassor de 2,5 HP (n'ha quedat fins i tot la factura, datada a 28 d'octubre de 1889). Més endavant, comprà dos motors més: un de monocilíndric (hom creu que fou aquest el que muntà al seu tricicle) i un de biclilíndric, tots dos igualment de 2 HP de potència. El 12 de desembre, sol·licità a Barcelona la patent d'allò que ell considerava «un cotxe de quatre rodes».
Francesc Bonet construí el seu tricicle a la fàbrica de gèneres de punt que regentava. Un cop construït, cap a l'estiu de 1890, hi començà a circular pel Passeig de Gràcia, sovint acompanyat del pare de la soprano Josefina Huguet (a qui Bonet havia donat formació musical), de l'empresari Bertrand i del mecànic que mantenia l'artefacte. Hi ha constància que la seva velocitat era equiparable al pas d'una persona sobre terreny pla, però el tricicle era gairebé incapaç de superar pendents lleugers com ara el que hi ha entre la Gran Via i el Carrer del Consell de Cent, pujant pel Passeig de Gràcia. Per a fer-ho, calia que els passatgers baixessin del tricicle i empenyessin mentre Bonet accelerava.
En aquella època, l'espectacle que oferia el fet de veure circular un cotxe "propulsat per si mateix" feia que molta gent s'aplegués al carrer per a veure'l passar. Molts barcelonins anomenaven a Bonet amb admiració «L'home del cotxe sense cavalls».
Després de l'intent de Bonet, no hi ha cap altra notícia de vehicle de motor a Catalunya (ni a la península) fins a l'aparició de dos vehicles moguts per caldera de vapor, patentats per Eugeni Bresson a Barcelona l'any 1900.

## Característiques tècniques
El tricicle Bonet constava de xassís format per dos llarguers irregulars i simètrics. Un conjunt de barres paral·leles i bieletes desplaçava la part del davant. La suspensió es basava en vuit ballestes semiel·líptiques col·locades en quatre grups de dos. Cal esmentar entre les modificacions introduïdes per a la realització pràctica de la seva obra el fet que les quatre rodes dels plànols originals es varen transformar en només tres (dues de directrius al davant i una de motriu al darrere, totes tres de carro recobertes de goma), per certs problemes amb la direcció i el diferencial. S'ha dit que fou justament el desconeixement d'aquest dispositiu per part de Bonet la principal causa del pas de les quatre rodes previstes a les tres finals.
L'impuls del motor es traslladava a les rodes motrius per mitjà d'una corretja i una politja de 8 polzades, amb tensat en marxa per mitjà del desplaçament de l'eix posterior gràcies a l'accionament del pedal, situat a terra, just al davant del conductor.
Es poden veure sengles reproduccions del tricicle Bonet a la Col·lecció d'Automòbils Salvador Claret de Sils i al Museo de Automoción de Salamanca.